# Gosecks solcirkel
Gosecks solcirkel är en neolitisk konstruktion i orten Goseck i Burgenlandkreis i Sachsen-Anhalt i Tyskland. I augusti 2003 kom det till allmänhetens kännedom att arkeologer i Goseck hade funnit den 7000 år gamla konstruktionen som kan ha använts till årstidsberäkning. Vad som återstår av konstruktionen i modern tid är ett antal cirkulära diken. Då konstruktionen var i bruk på 4000-talet f.Kr. omgavs den cirkulära mittpunkten, som mäter 75 meter i diameter, även av en dubbel palissad av ek. I palissadens yttre och inre ring fanns det tre stycken portar som placerats parallellt mot varandra.

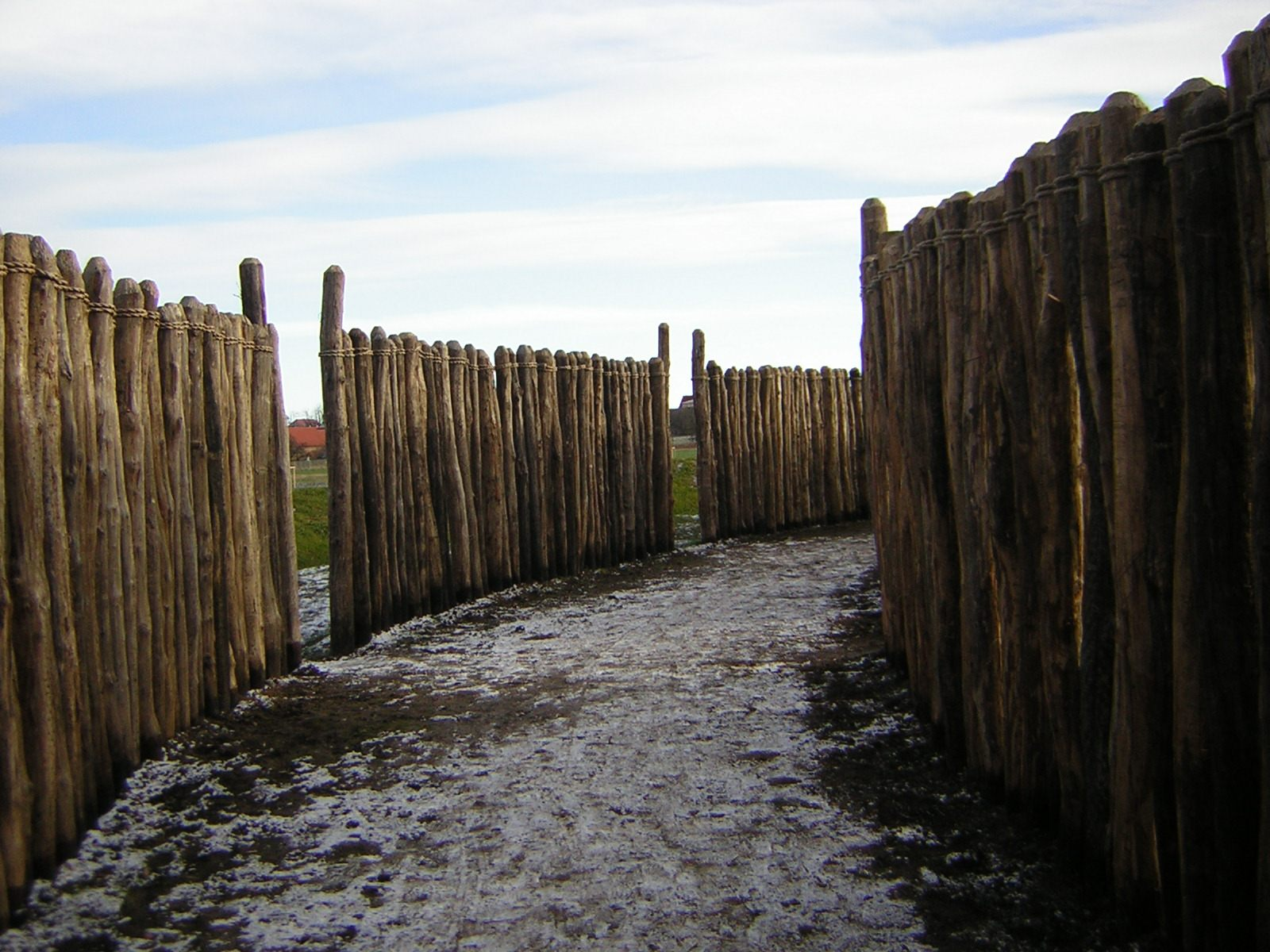
Foto taget mellan de båda rekonstruerade ekpalissaderna, innanför vilka cirkelns centrala del döljer sig

## Upptäckten
Gosecks cirkel upptäcktes 2001, ett år innan den blev omtalad i media, av forskarna Peter Biehl (professor vid Halle-Wittenbergs universitet, och vid universitetet i Cambridge) och arkeologen Francois Bertemes. Vid upptäckten hade de dock ingen aning om att de skulle finna vad som skulle kunna vara världens äldsta astronomiska mätningsredskap. Innan dess hade man endast anat konstruktionen genom att studera markmönster, som synts på olika satellitbilder.

## Vidare beskrivning
Konstruktionen har tre portar, varav de två södra tros ha markerat sommar- och vintersolstånden. Tidigare trodde man inte att de enkla bönder som måste ha tillverkat cirkeln hade någon kunskap om hur årstiderna fungerar, men nu har man kommit på andra tankar. Runtomkring i Tyskland, Österrike, Tjeckien, och ända ner till Kroatien har man under hela 1900-talet funnit liknande konstruktioner; men då tagit för givet att palissaden och cirklarna fungerat som djurfållor. Samtliga konstruktioner (runt 250 stycken) byggdes troligen under en tvåhundraårig period 4800-4500 f.Kr. Även om konstruktionerna skiljer sig från varandra rent storleksmässigt (18 - 150 meter i diameter) så är deras gemensamma karaktäristiska drag påfallande; cirkulära diken, en omgivande palissad och 2 till 4 parallella öppningar i denna. Monumenten har alltid placerats på en kulle en bit ifrån dåvarande bebyggelse. Varför människorna valde att överge de vitt spridda platserna under bronsåldern har forskarna ännu inte kunnat lista ut, men man har åtminstone inte hittat något som tyder på att det gått våldsamt till. 

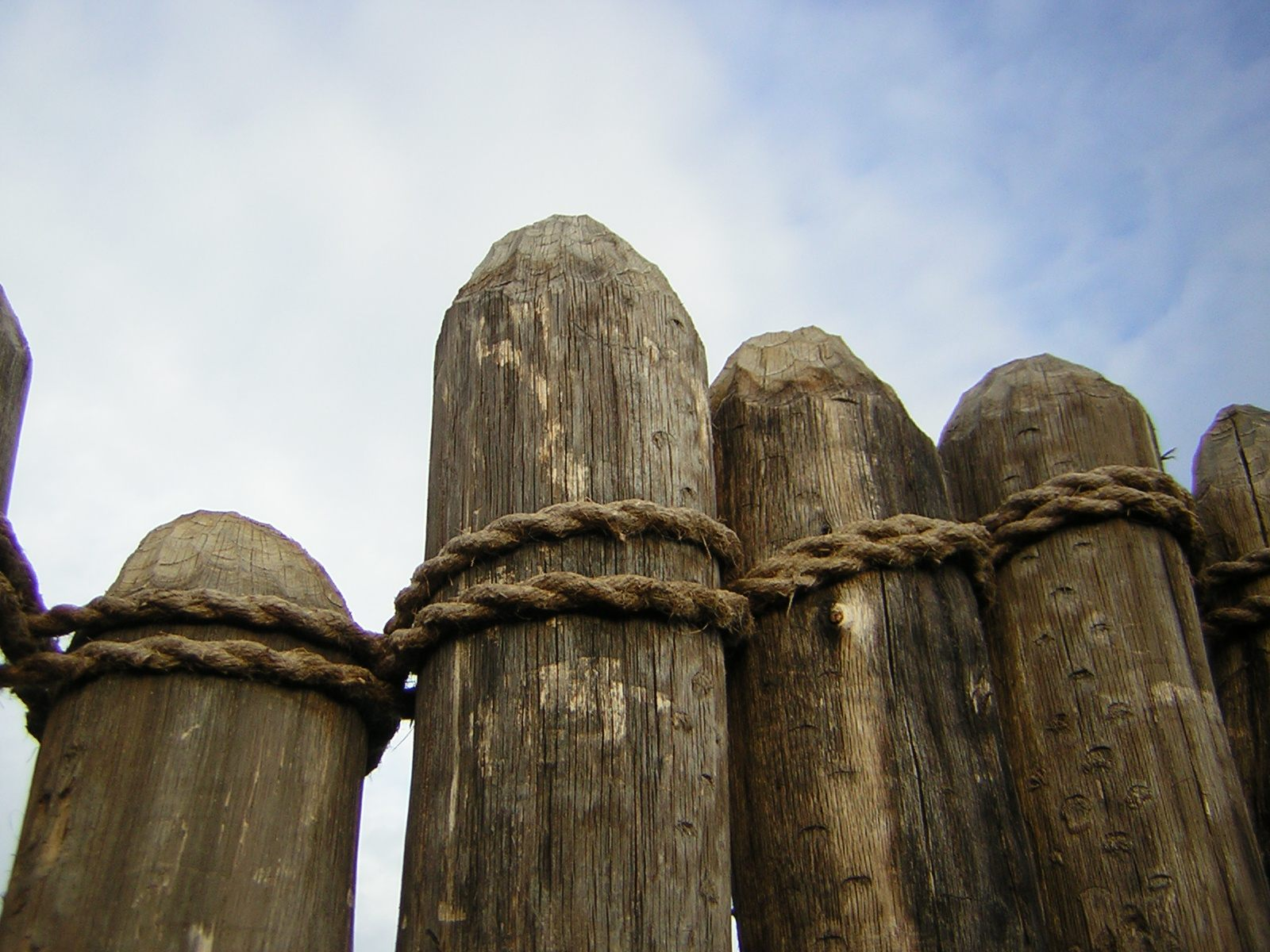
Ek-palissaden i detalj.

## Användning
I cirkelns mitt har man funnit offer av olika slag: kvinnliga lerfigurer, porslin, spjut, och djur. I vissa fall har man till och med funnit spår av människooffer; särskilt tydligt är detta vid en bayersk cirkel då dess exakta mitt markerades av ett begravt kvinnoskelett. Konstruktionerna har med andra ord även fungerat som religiösa centra, i vilka man förmodligen riktat uppmärksamheten mot olika stjärnkonstellationer och himlakroppar. Man tror även att dessa tidiga konstruktioner markerar övergången från jägar/samlar-samhälle till ett jordbrukssamhälle med territorium. 
Med hjälp från astrofysikern Wolfhard Schlosser från Ruhrs universitet kunde man genom användning av historiska data och GPS satellit-teknologi fastslå att den sydöstra portens läge vid Goseck överensstämmer med den punkt på horisonten där solen gick upp i början av vintersolståndet för 7000 år sedan. Den sydvästra porten har samma uppgift, men positionen stämmer istället överens med sommarsolståndet. Efter dessa observationer är det mer eller mindre uppenbart att cirkelkonstruktionerna haft en mycket stor betydelse inom jordbruket; de berättade för dåtidens bönder när det var dags att så för att få så bra skörd som möjligt. Förmodligen var den person som ansvarade och förstod sig på konstruktionen högt aktad, då han/hon styrde över skörden. I cirkeln grävde man för 7000 år sedan även stora gropar i vilka man sedan tände stora eldar. Dagens arkeologer har även funnit många benrester i dessa gropar; man har bland annat funnit ett huvudlöst skelett vars kött hade skrapats bort.

## Rekonstruktion
Inför 2005 års vintersolstånd (21 december) lät förbundslandet Sachsen-Anhalt återuppbygga konstruktionen vid Goseck så som den sett ut för 7000 år sedan, med 2000 ekstockar uppställda kring mittringen. Vid vintersolståndet samma år samlades 2000 människor från hela Tyskland och omgivande länder i ett firande av kulturminnet med bland annat fackelbärare, säckpipor och en traditionell matmeny.